# Tittskåpsteater
Med tittskåpsteater avses den typ av teaterlokal där gränsen mellan scen och publik tydligt markeras av en vägg med ett fyrkantigt hål, som fungerar som ett tittskåp. Bakom hålet, som i många fall kan täckas av en ridå, finns scenrummet där pjäsen spelas. Modellteatrar är så gott som alltid av tittskåpstyp. Teaterbyggnader som uppförs idag byggs vanligen med mer flexibelt förhållningssätt till publiken, till exempel black box-formatet.